# مرتضی ابوذر
مرتضی ابوذر سیاست‌مدار ایرانی بود، که در  دوره بیست و دوم  بعنوان نماینده ایلام در مجلس شورای ملی حضور داشت.